# Mirja Jenni-Moser
Mirja Jenni-Moser (* 10. April 1976 in Nidau als Mirja Moser) ist eine Schweizer Langstreckenläuferin. Sie ist mehrfache Schweizer Meisterin in verschiedenen Laufdistanzen.

## Werdegang
Im 10'000-m-Final der Frauen unterbot Mirja Jenni-Moser im August 2006 ihre persönliche Bestleistung mit 32:37,66 Minuten um knapp 14 Sekunden, und sie lief bei den Leichtathletik-Europameisterschaften 2006 in Göteborg auf dem 17. Rang.
Mirja Jenni-Moser ist die Tochter des ehemaligen Waffenläufers Albrecht Moser und der Langstreckenläuferin Marijke Moser.
Die Bernerin ist verheiratet mit dem Spitzenläufer Walter Jenni und hat drei Kinder.

## Erfolge
- 2003: Schweizer Meisterin 10-km-Strassenlauf
- 2006: Schweizer Meisterin 10'000-Meter-Lauf; Schweizer Meisterin 5000-Meter-Lauf; Schweizer Meisterin 10-km-Strassenlauf; 17. Platz Leichtathletik-Europameisterschaften 10'000-Meter-Lauf; Siegerin des Post-Cups; Siegerin Grand Prix von Bern (Altstadt GP)
- 2007: Schweizer Meisterin 5000-Meter-Lauf; Schweizer Meisterin 10-km-Strassenlauf; Siegerin des Post-Cups; Siegerin Grand Prix von Bern (Altstadt GP); Siegerin Cross de Vidy, Lausanne, Platz 15 beim Frankfurt-Marathon in 2:42:48 h
- 2008: Siegerin Schweizer Frauenlauf und Grand Prix von Bern (Altstadt GP)
- 2012: Siegerin Grand Prix von Bern (Altstadt GP), Beste Schweizerin am Schweizer Frauenlauf, Schweizer Meisterin 10'000-Meter-Lauf, BärnChampion (Sportlerin des Jahres der Stadt Bern)
- 2013: Siegerin Grand Prix von Bern (Altstadt GP)

## Persönliche Bestleistungen
- 1500 m: 4:30,31 min, 28. Juni 2007 in Luzern
- 3000 m: 9:16,40 min, 6. Juli 2006 in Luzern
- 5000 m: 15:55,16 min, 9. Mai 2003 in Koblenz
- 10'000 m: 32:37,66 min, 7. August 2006 in Göteborg
- Marathon: 2:42:38 h, 28. Oktober 2007 in Frankfurt am Main